# Tor Røste Fossen
Tor Røste Fossen (Kolbu, 19 giugno 1940 – 7 agosto 2017) è stato un allenatore di calcio e calciatore norvegese, di ruolo portiere.

## Carriera

### Giocatore

#### Club
Fossen giocò per l'intera carriera nel Rosenborg. Fino al 1969, giocò 55 partite nella massima divisione norvegese. Nel 1970, però, arrivò Geir Karlsen come nuovo portiere titolare e Fossen diventò il secondo.

### Allenatore
Dopo il ritiro, diventò assistente del tecnico del Rosenborg George Curtis. Nel 1972 fu scelto come allenatore, assieme a Nils Arne Eggen. Dal 1973 al 1974 allenò ancora il Rosenborg, ma senza Eggen accanto. Dal 1975 al 1977 fu tecnico dello Start e, al suo primo anno, portò la squadra al terzo posto finale in campionato.
Dal 1978 al 1987, fu commissario tecnico della Norvegia. Uno dei migliori risultati ottenuti alla guida della Nazionale fu la vittoria per 2-1 sull'Inghilterra in un incontro di qualificazione al campionato del mondo 1982. Guidò anche la squadra che partecipò ai Giochi della XXIII Olimpiade.
In seguito, diventò allenatore del Frigg, Lillehammer e Strømsgodset (assieme a Einar Sigmundstad). Con quest'ultima squadra, vinse la Coppa di Norvegia 1991 grazie al successo per 3-1 sul Rosenborg, in finale. Tornò in seguito al Frigg.
È morto il 7 agosto 2017.

## Palmarès

### Giocatore

#### Club

##### Competizioni nazionali
- Campionato norvegese: 3

Rosenborg: 1967, 1969, 1971
- Coppa di Norvegia: 1

Rosenborg: 1971

### Allenatore

#### Club

##### Competizioni nazionali
- Coppa di Norvegia: 1

Strømsgodset: 1991